# Hardcore (pornografie)
Hardcore pornografie of harde porno(grafie) is een visueel expliciete variant van pornografie, waarbij de geslachtsdaad expliciet vastgelegd is met een camera. Hierbij wordt veelal ingezoomd op de penetratie of stimulatie. Dit in tegenstelling tot softporno, waarbij meestal ook geen geslachtsdelen te zien zijn.
Hardcore pornografie werd in aparte seksbioscopen vertoond, maar verminderde met de komst van videocassettes en het internet, gevolgd door de dvd en betaalkanalen, waardoor het kijken ervan thuis mogelijk werd. Anno 2021 zijn er veel pornosites waar "harde" porno, al dan niet deels gratis, te zien is. Expliciete beelden zijn in die context vaak zo vanzelfsprekend geworden dat deze term niet meer gebruikt wordt.  